# Notkarspitze
Die Notkarspitze ist ein 1888 Meter hoher Wasenkogel am nordöstlichen Rand der Kramergruppe im bayerischen Teil der Ammergauer Alpen.

## Lage und Umgebung
Die Notkarspitze liegt südlich des Ammertals, ungefähr vier Kilometer südwestlich von Ettal, im Ettaler Forst. Die Spitze ist bewachsen mit Gras und Latschen, hat aber auch schrofige Bereiche. Sie ist der höchste Punkt eines Grats, der sich mehr als 3 Kilometer nach Osten erstreckt; markante Vorgipfel sind der Ziegelspitz (1719 m) und der Ochsensitz (1515 m, bewaldet). Das Notkar ist das für den Berg namensgebende Kar zwischen dem Ostgrat und dem kürzeren Nordgrat. In ihm entspringt der Großkargraben, der nordwärts in die Ammer fließt.
Der Südgrat fällt ab zum Gießenbachsattel (1600 m) und zum Hasenjoch (1688 m), an das sich ein langer Kamm mit Gipfeln wie dem Brünstelskopf (1814 m), dem Großen Zunderkopf (1895 m) und dem Vorderen Felderkopf (1928 m) anschließt.
Vom Gipfel bietet sich eine Aussicht auf die Allgäuer Alpen, das Zugspitzmassiv und bei klarer Sicht über den Ammersee und den Starnberger See bis nach München.

## Wanderwege
Der Gipfel ist als leichte Bergtour über die drei genannten Grate zu erreichen:
von der Ettaler Mühle recht steil durch das Notkar und über den Nordgrat (AV-Weg 262, 3 Stunden), von Ettal oder vom Ettaler Sattel über den Ostgrat, oder vom Gießenbachsattel über den  Südgrat (AV-Weg 262); der Gießenbachsattel ist zugänglich aus Osten von Ettal oder Oberau (Bahnhof) durch das Gießenbachtal oder von Farchant über den Reschberg oder aus Westen von Graswang über die Kuhalm und die verfallene Gießenbach-Alm.
Die Überschreitung der Notkarspitze lässt sich mit der Überschreitung des Vorderen Felderkopfs zu einer sehr langen Kammwanderung auf teilweise nur ganz kleinen Pfaden kombinieren (ca. 7–8 Stunden von Ettal nach Graswang).